# Audio Bullys
Die Audio Bullys sind eine Electro-Gruppe aus dem Vereinigten Königreich. Ihre Musik wird manchmal auch als „Hooligan House“ bezeichnet.

## Bandgeschichte
Die Audio Bullys wurden 2001 von Simon Franks und Tom Dinsdale in ihrer Heimat, dem Londoner Stadtbezirk Kingston upon Thames, gegründet. Sie wurden für ihre beiden ersten Alben von der Plattenfirma Source UK (Teil der EMI Group) aufgenommen.
2005 erreichten sie Platz 3 der UK Charts mit ihrem Hit Shot You Down, der auf der Grundlage von Nancy Sinatras Song Bang Bang (My Baby Shot Me Down) geschrieben wurde.
Im Sommer 2008 veröffentlichte das Duo mit der Single "Gimme That Punk" den ersten Vorboten des Albums "Sunday Nightfever", das im Herbst des gleichen Jahres veröffentlicht werden sollte. Nachdem sich die Plattenfirma EMI Group von den Audio Bullys getrennt hatte, wurde dieses Album jedoch nie veröffentlicht. Simon Franks und Tom Dinsdale pausierten danach für längere Zeit. Im Jahr 2009 entstand dann innerhalb von sechs Monaten das dritte Album "Higher than the Eiffel", das Ende März 2010 durch das Independent-Label Cooking Vinyl auf den Markt kam.
Für die visuelle Umsetzung der Single "Gimme That Punk" im Jahr 2008 zeichnete Don Letts verantwortlich. Letts machte sich vor allem einen Namen durch die herausragende The-Clash-Doku "Westway to the World" und die chronologische Punk-Doku "Punk!".
Angelehnt an diese Dokumentation und an Bob Dylan zeigen die Audio Bullys in dem Video ihre musikalische Sozialisation auf.
Am 18. Februar 2012 gibt Tom Dinsdale auf der offiziellen Facebook-Seite der Band an, die Audio Bullys zu verlassen. Franks aber führt die Audio Bullys zusammen mit DJ Andy Amfo weiter und gibt an, in naher Zukunft neues Material zu veröffentlichen.

## Diskografie

### Alben
- 2003: Ego War (Source)
- 2003: Back to Mine (DMC)
- 2005: Generation (Source)
- 2010: Higher Than the Eiffel (Cooking Vinyl)

### EPs
- 2002: Audiobullys (Source)
- 2004: Snake EP (Source)

### Singles
- 2002: The Snow (Source)
- 2002: We Don’t Care (Source)
- 2002: Real Life (Source)
- 2003: The Things / Turned Away (Source)
- 2003: Way Too Long (Source)
- 2004: Do It for Love (Source)
- 2005: Shot You Down (Source / Virgin / EMI)
- 2005: I’m in Love (Source / Virgin / EMI)
- 2006: Drop It (Eigenveröffentlichung)
- 2008: Flickery Vision (Vizo Records)
- 2008: Gimme That Punk (Vizo Records)
- 2008: Dope Fiend (Vizo Records)
- 2010: Only Man (Face Piece)
- 2011: Shotgun (Face Piece)
- 2017: The Scene (Simma Black)
- 2024: Dilate (mit Smokey Bubblin B; Higher Ground)